# 4366 Венікаган
4366 Венікаган (4366 Venikagan) — астероїд головного поясу, відкритий 24 грудня 1979 року.
Тіссеранів параметр щодо Юпітера — 3,190.